# Meria parkeri
Meria parkeri är en svampart som beskrevs av Sherwood, J.K. Stone & G.C. Carroll 1986. Meria parkeri ingår i släktet Meria, och familjen Hemiphacidiaceae.   Inga underarter finns listade.